# Kupčinji Vrh
Kupčinji Vrh is een plaats in Slovenië die deel uitmaakt van de Sloveense gemeente Majšperk in de NUTS-3-regio Podravska. De plaats telde 106 inwoners op 1 januari 2020.